# Orativ
Orativ (ukrajinsky Оратів; rusky Оратов, Oratov) je sídlo městského typu na střední Ukrajině ve Vinnycké oblasti. Žije v něm přibližně 2 800 obyvatel.

## Rodáci
- Levi Eškol – izraelský premiér v letech 1963–1969